# Глибочанська ГЕС
Глибочанська ГЕС  — гідроелектростанція, розташована на річці Південний Буг у селі Глибочок (Гайсинський район), Тростянецької селищної громади, Вінницької області.

## Історія
Станцію введено в експлуатацію в 1959 році та безперервно працює до теперішнього часу.

## Характеристика
Станцію підключено до Об'єднаної енергетичної системи України та експлуатується 12 місяців на рік. Встановлена потужність 6 130 кВт, одна з найбільших малих ГЕС в країні. Тип ГЕС — руслова. 

##### Гідросилове обладнання
- вертикальні осьові гідротурбіни  ПРК 245-ВБ-220 — 3 шт
- вертикальні гідрогенератори ВГС-325/49-32 — 3 шт

##### Споруди
- 7-ми прогонова водозливна гребля з відвідним каналом
- земляна глуха гребля
- будівля ГЕС з 3-х прогоновою спорудою шахтного типу

##### Характеристика водозливної греблі
- тип споруди – водозливна гребля із затворами
- будівельна висота (максимальна) — 10,0 м
- довжина по гребню — 88,0 м
- ширина по гребню — 4,5 м

На греблі розташований автошляховий міст з шириною проїзної частини 4,5 м та залізобетонна естакада шириною 3,0 м зі встановленими на ній підіймальними механізмами.

##### Характеристика земляної греблі
- тип споруди — глуха з бетонним зубом
- будівельна висота (максимальна) — 15,7 м
- довжина по гребню  — 206,0 м

## Світлини

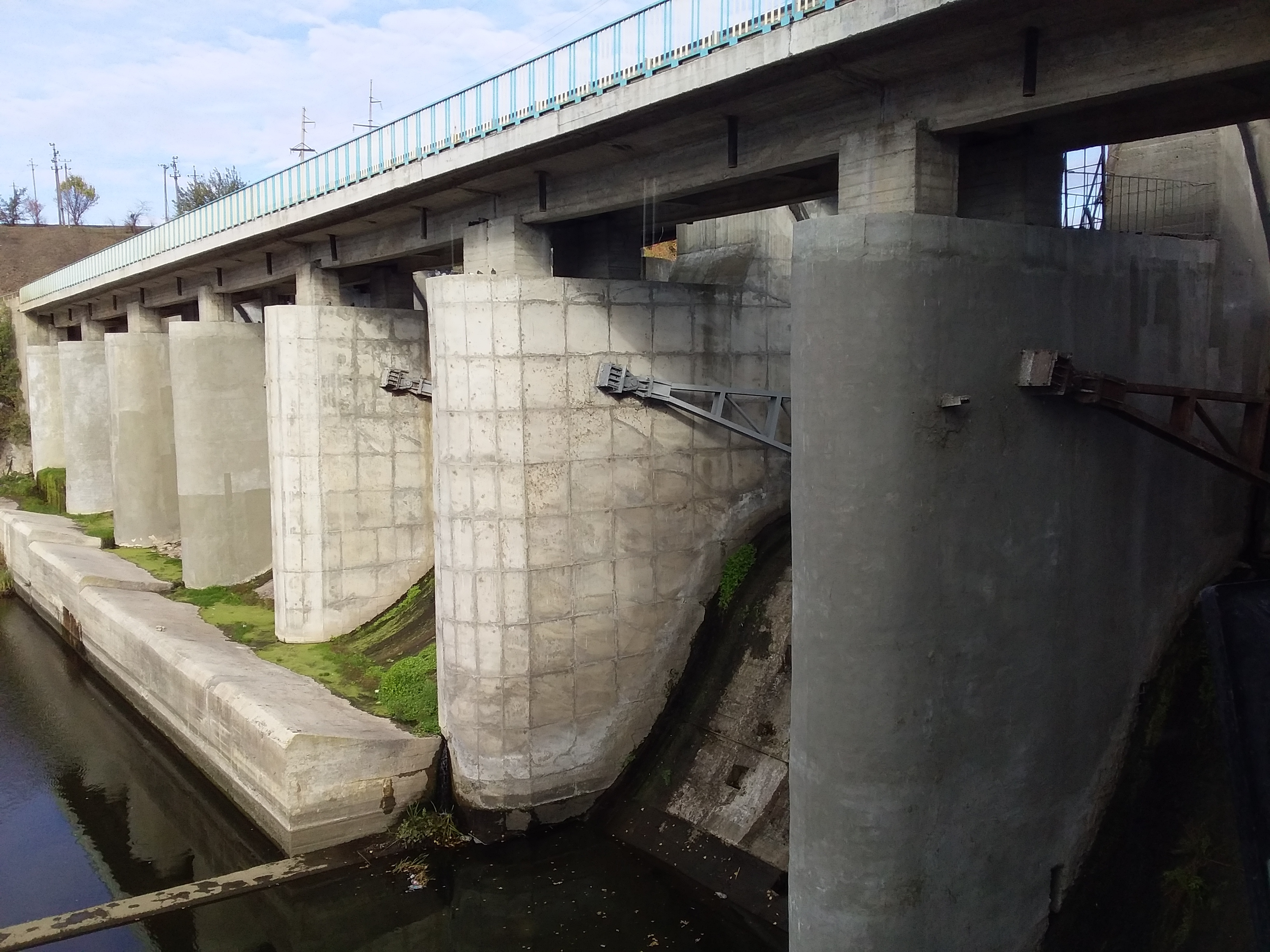
Водозливна гребля
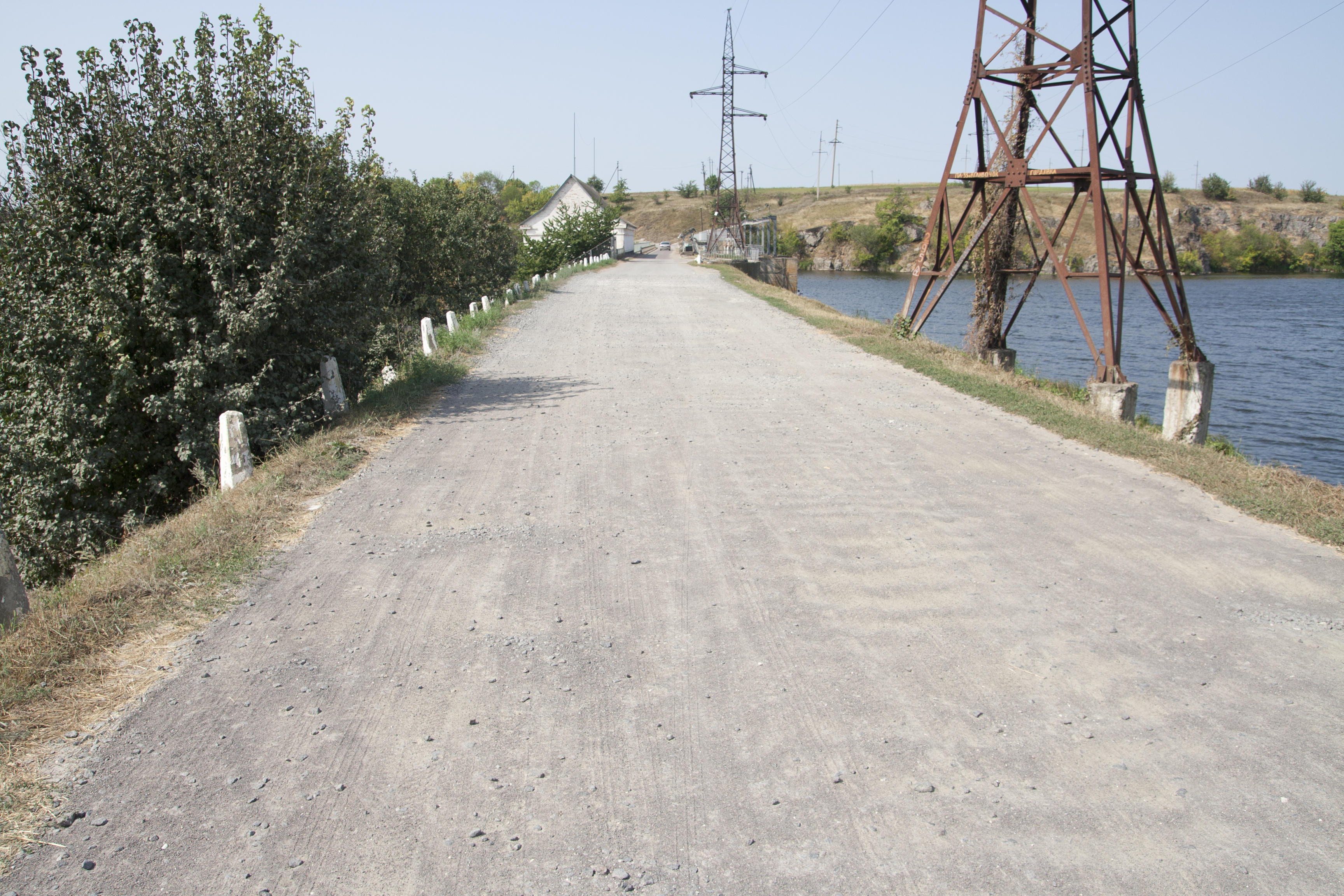
Глуха гребля
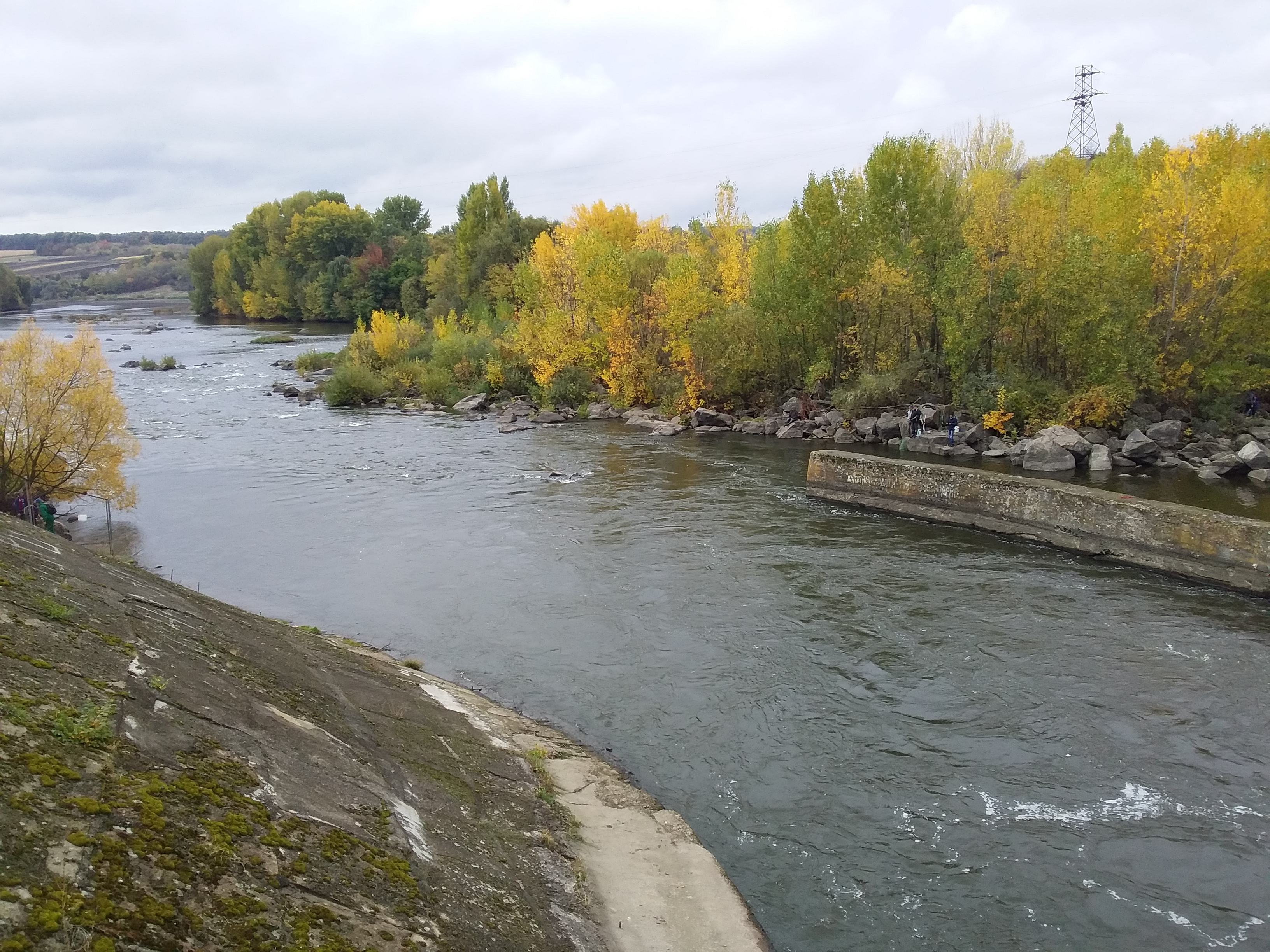
Відвідний канал
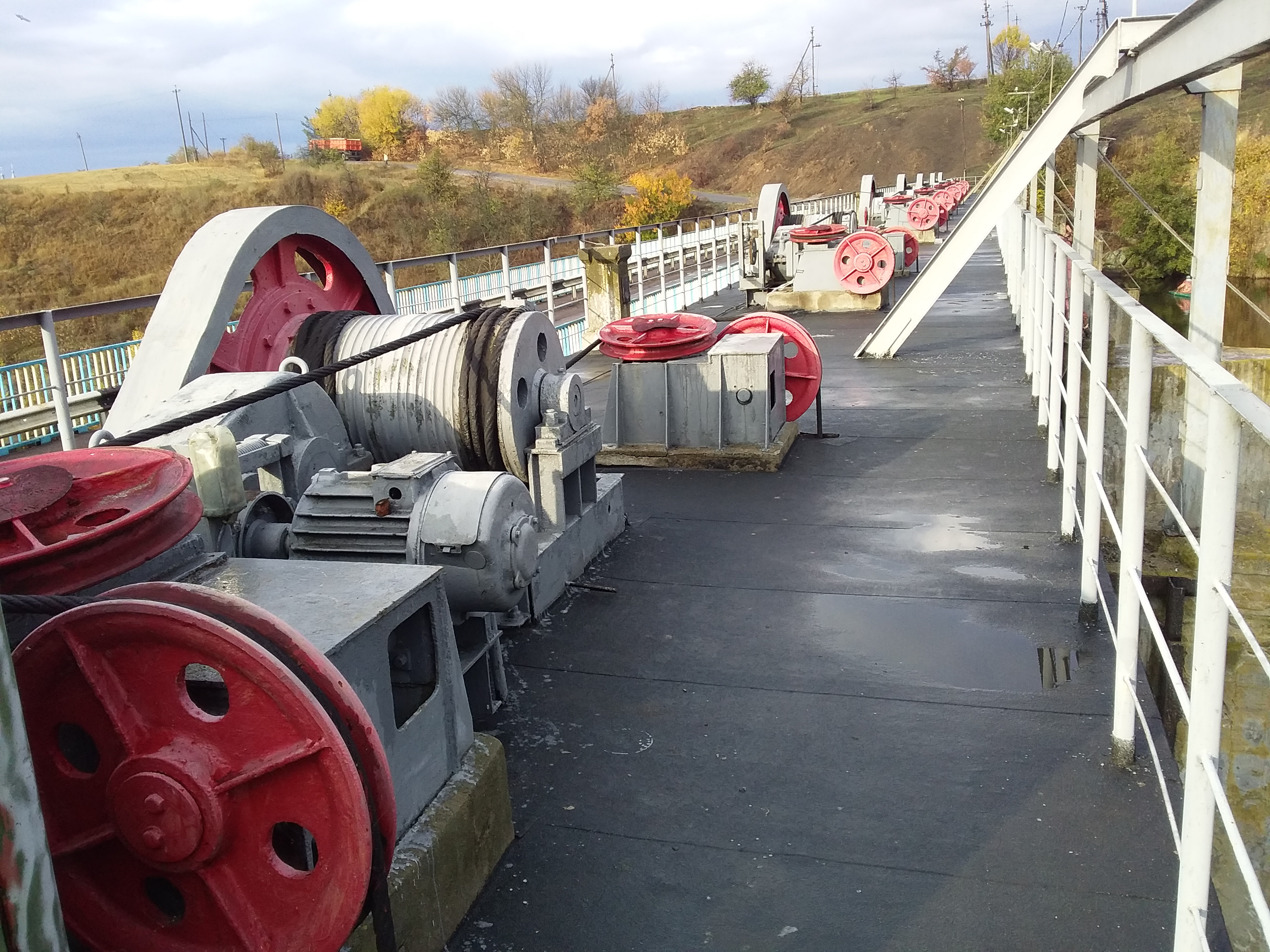
Технологічний міст
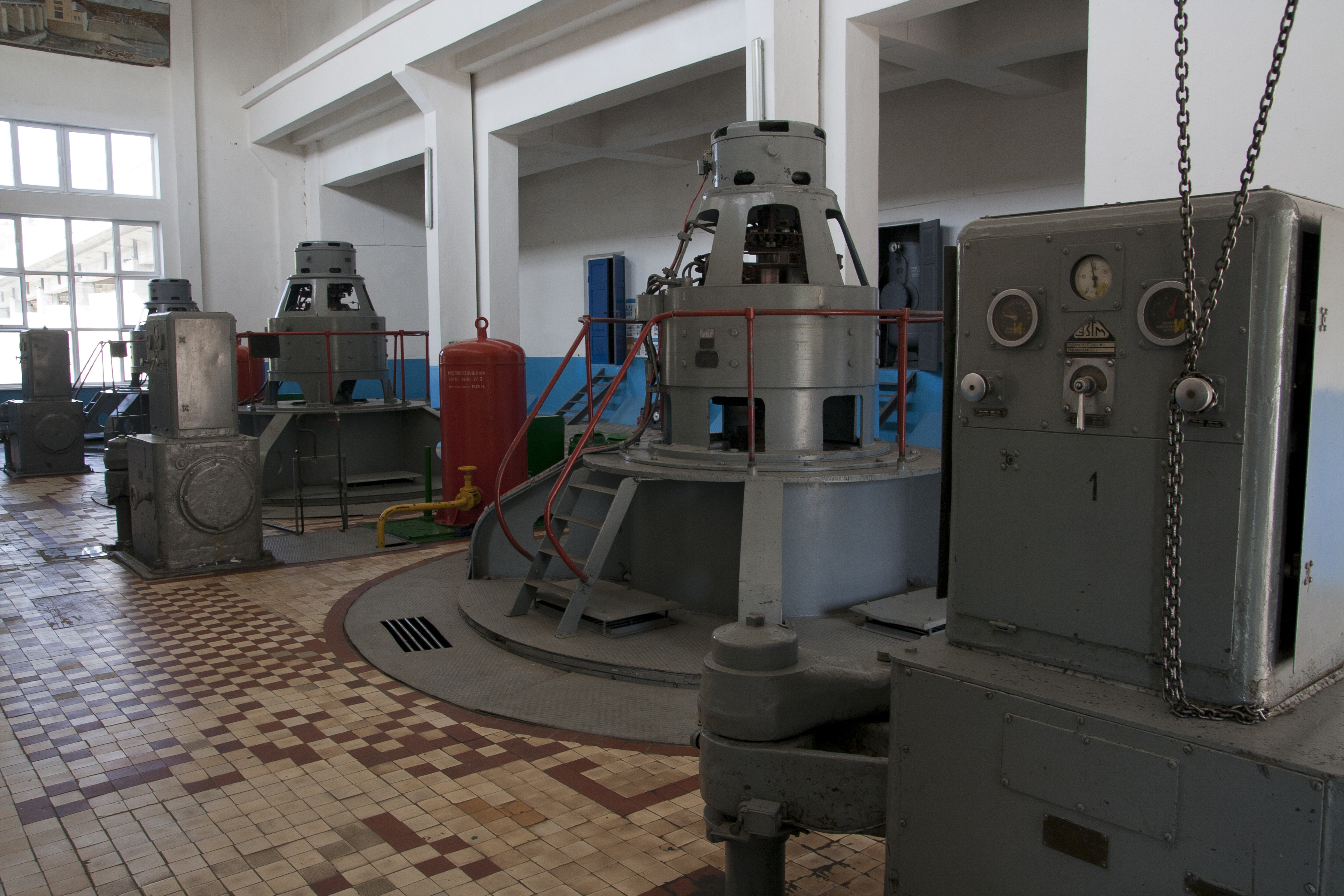
Машинна зала